# Olivier Ferrand
Olivier Ferrand (Marsella, 8 de novembre de 1969 - Velaux, 30 de juny de 2012) va ser un alt funcionari i polític francès. Fou el fundador i president de "Terra Nova", un think tank progressistaque gaudeix d'una gran influència en el sector de l'esquerra moderada francesa. Conjuntament amb Arnaud Montebourg va ser l'ideòleg de les primàries que es feren al si del Partit Socialista francès i que van designar François Hollande com a candidat a les eleccions presidencials franceses de 2012.
És llicenciat per HEC Paris, Sciences Po i ENA.

## Obres
- Primaire: comment sauver la gauche amb Arnaud Montebourg (2009)